# ميليس غوزين
ميليس غوزين (بالتركية: Melis Gözen)‏ هي ممثلة تركية ولدت في يوم 13 مايو 1990 في إسطنبول، مثلت في مسلسل الحلم الضائع في سنة 2007 مع شقيقتها التوأم دينيز غوزين.